# Intels processornummering
Tot 2004 was het bij processorfabrikant Intel gebruikelijk om de kloksnelheid van de processoren te gebruiken in de naam van die processor. De kloksnelheid was dan ook een belangrijk marketingargument. Een voorbeeld van zo'n processornaam is "Pentium 4 2,8 GHz" waarbij de 2,8 GHz de kloksnelheid aangeeft.
Nadat Intel in 2004 ernstige problemen ondervond in het productieproces en lange tijd geen processoren met noemenswaardig hogere kloksnelheid kon uitbrengen, begon dit marketingargument tegen het bedrijf te werken. Omdat de snelheid van een processor niet alleen afhangt van de kloksnelheid maar ook van andere features, zoals de hoeveelheid cachegeheugen en ondersteuning van hyperthreading, besloot Intel zijn processoren voortaan aan te duiden met een driecijferig nummer. Dit nummer wordt samengesteld op basis van 1) soort processor (eerste getal) 2) kloksnelheid (tweede en derde getal) en 3) eventuele extra features (vierde getal). Soms wordt er nog een letter aan toegevoegd om aan te geven dat de processor een bepaalde feature bevat, bijvoorbeeld de J om aan te geven dat de XD-bit wordt ondersteund.

## Overzicht van de verschillende reeksen
De Celeron wordt de 3-reeks, de Pentium 4 wordt de 5-reeks en de Pentium 4 met 2 MB cachegeheugen wordt de 6-reeks. De 7-reeks is gereserveerd voor de Pentium M (gebruikt in Centrino-laptops) en de 8-reeks wordt gebruikt voor de Pentium D dualcore-processoren. De 9-reeks ten slotte wordt gebruikt voor de nieuwe dualcore-serie met 2 MB cache per kern.